# Río Ouaméni
El río Ouaméni es un río de Nueva Caledonia. Tiene un área de influencia de 175 kilómetros cuadrados.